# ۲۵ فوریه
۲۵ فوریه در تقویم گرگوری، پنجاه و ششمین روز سال است. ۳۰۹ روز (در سال‌های کبیسه ۳۱۰روز) تا پایان سال باقی است.

## زادروزها
- ۱۸۴۱ - پیر آگوست رنوار نقاش امپرسیونیست فرانسوی.
- ۱۹۴۳ - جورج هریسون گیتاریست، خواننده انگلیسی.
- ۱۹۴۹ - امین معلوف نویسنده فرانسوی لبنانی‌تبار.
- ۱۹۵۸ - میشل ولبک نویسنده فرانسوی.
- ۱۹۷۰ - لیبی تنر بازیگر استرالیایی.
- ۱۹۷۱ - شون آستین بازیگر ٫کارگردان آمریکایی.